# هيثم فاروق
هيثم فاروق أبو علو (4 يناير 1971 الإسكندرية مصر - ) هو لاعب كرة قدم مصري يلعب كمدافع، شارك في الألعاب الأولمبية الصيفية 1992.
يعمل حالياً كمحلل في قنوات بي إن سبورتس في تحليل الدوري الألماني.

## روابط خارجية
- هيثم فاروق على موقع الاتحاد الأوربي (الإنجليزية)
- هيثم فاروق على موقع قاعدة بيانات كرة القدم.إي يو (الإنجليزية)
- هيثم فاروق على موقع ناشيونال فوتبول تيمز (الإنجليزية)
- هيثم فاروق على موقع أوليمبيديا (الإنجليزية)